# La Limouzinière

Localització de La Limouzinière

La Limouzinière (en bretó Kerlouevig, en gal·ló La Limózeinèrr) és un municipi francès, situat a la regió de país del Loira, al departament de Loira Atlàntic, que històricament ha format part de la Bretanya. L'any 2006 tenia 1.968 habitants. Limita amb els municipis de Saint-Philbert-de-Grand-Lieu, Saint-Colomban, Corcoué-sur-Logne, Saint-Etienne-de-Mer-Morte i La Marne.

## Demografia
| 1962                                       | 1968 | 1975 | 1982 | 1990 | 1999 | 2005 |
| ------------------------------------------ | ---- | ---- | ---- | ---- | ---- | ---- |
| 1227                                       | 1244 | 1233 | 1147 | 1279 | 1430 | 2060 |
| Des de 1962: població sense dobles comptes |      |      |      |      |      |      |

## Administració
| Període   | Identitat            | Partit |
| --------- | -------------------- | ------ |
| 1977-1979 | Alphonse Brossard    |        |
| 1979-1989 | Henri Guibert        |        |
| 1989-2008 | Rémy Dugast          |        |
| 2008-     | Marie-Josèphe Dupont |        |